# Ivankivți, Kozeatîn
Ivankivți (în ucraineană Іванківці) este un sat în comuna Kozeatîn din raionul Kozeatîn, regiunea Vinnița, Ucraina.

## Demografie
Componența lingvistică a localității Ivankivți
     Ucraineană (98,36%)
     Rusă (1,5%)
     Alte limbi (0,14%)
Conform recensământului din 2001, majoritatea populației localității Ivankivți era vorbitoare de ucraineană (98,36%), existând în minoritate și vorbitori de rusă (1,5%).